# كايل ايستوود
كايل ايستوود (بالإنجليزية: Kyle Eastwood)‏ هو مؤلف موسيقى تصويرية وعازف الجاز وملحن وموزع موسيقي وممثل أمريكي، ولد في 19 مايو 1968 بلوس أنجلوس في الولايات المتحدة.

## أعمال

### أفلام
- (1976) أوت لاو جوسي ويلز
- (2006) رسائل من إيوو جيما[12]
- (2008) غران تورينو[13][14][15]
- (2009) الذي لا يقهر[16]

## وصلات خارجية
- كايل ايستوود على موقع IMDb (الإنجليزية)
- كايل ايستوود على موقع روتن توميتوز (الإنجليزية)
- كايل ايستوود على موقع ألو سيني (الفرنسية)
- كايل ايستوود على موقع ميوزك برينز (الإنجليزية)
- كايل ايستوود على موقع أول موفي (الإنجليزية)
- كايل ايستوود على موقع قاعدة بيانات الأفلام السويدية (السويدية)
- كايل ايستوود على موقع أول ميوزيك (الإنجليزية)
- كايل ايستوود على موقع ديسكوغز (الإنجليزية)
- كايل ايستوود على موقع قاعدة بيانات الفيلم (الإنجليزية)
- كايل ايستوود على موقع كينوبويسك (الروسية)